# Disporum tonkinense
Disporum tonkinense là một loài thực vật có hoa trong họ Măng tây. Loài này được Koyama mô tả khoa học đầu tiên năm 1958.